# Черноморское высшее военно-морское училище имени П. С. Нахимова
Черноморское высшее военно-морское орденов Нахимова и Красной Звезды училище имени П. С. Нахимова (ЧВВМУ), ранее 2-е военно-морское училище, Черноморское военно-морское училище — военно-морское училище ВМФ СССР, существовавшее в 1937—1992 и ВМФ России с 2014 года по сей день.

## История

### Создание училища
В середине 1930-х годов единственное Военно-морское училище имени М. В. Фрунзе уже не могло обеспечивать кадрами растущие потребности флота. Директивой Генерального штаба РККА от 19 ноября 1936 года было предусмотрено дальнейшее расширение сети военно-морских училищ.
В августе 1935 года Военно-Морское училище Береговой Обороны в Севастополе посетил Начальник Морских сил В. М. Орлов. Результатом инспекции стало открытие в училище двух новых отделов: корабельных артиллеристов и вахтенных офицеров. Однако это не решало проблему растущей потребности в вахтенных офицерах в перспективе растущей судостроительной программы СССР.
Приказом Народного комиссара обороны № 035 от 1 апреля 1937 года в Севастополе было начато формирование военно-морского училища по подготовке командных кадров для кораблей и частей флота. Вновь сформированному ВМУ присваивалось наименование «2-е военно-морское училище». По аналогии с ВМУ имени М. В. Фрунзе в новом училище предусматривалась подготовка вахтенных командиров широкого профиля.
Для строительства в Севастополе была выделена территория более 50 гектаров между бухтами Стрелецкая и Песочная. Это был пустырь, где кроме учебной береговой артиллерийской батареи казематного типа, построенной перед Первой мировой войной, никаких строений не было. Первым начальником 2-го военно-морского училища был назначен флагман 2-го ранга Я. И. Озолин. Под его руководством одновременно решались сложные задачи: строительство учебных и жилых помещений, создание всей, полностью автономной инфраструктуры, комплектование кадрового и преподавательского состава, проведение набора курсантов. Во время сталинских репрессий в 1938 году начальник училища Яков Озолин был арестован и умер во время следствия в Севастопольской тюрьме 6 июня 1938 года.
За 7 месяцев основные задачи были решены и 7 ноября 1937 года курсанты первого набора приняли на площади Нахимова присягу на верность Родине.
Приказом Народного комиссара ВМФ № 241 от 25 июня 1939 года 2-е ВМУ было переименовано в Черноморское военно-морское училище.
В июле 1940 года отдел вахтенных командиров из Военно-Морского артиллерийского училища имени ЛКСМУ был передан по профилю в Севастопольское ВМУ, а ВМАУ имени ЛКСМУ вновь переименовано в ВМУ береговой обороны ВМФ имени ЛКСМУ.
В соответствии с Постановлением Совета Народных Комиссаров № 963 от 05.07.1940 и приказом Народного комиссара ВМФ № 294 от 10.07.1940 училище было переведено в разряд высших учебных заведений и стало именоваться «Черноморское высшее военно-морское училище (ЧВВМУ)».
В первые годы своего существования в 1937—1941 годах курсанты первых наборов, офицеры и мичманы, живя в палатках, лично строили жилищные и учебные корпуса, учебные лаборатории и другие необходимые здания.

### Великая Отечественная война

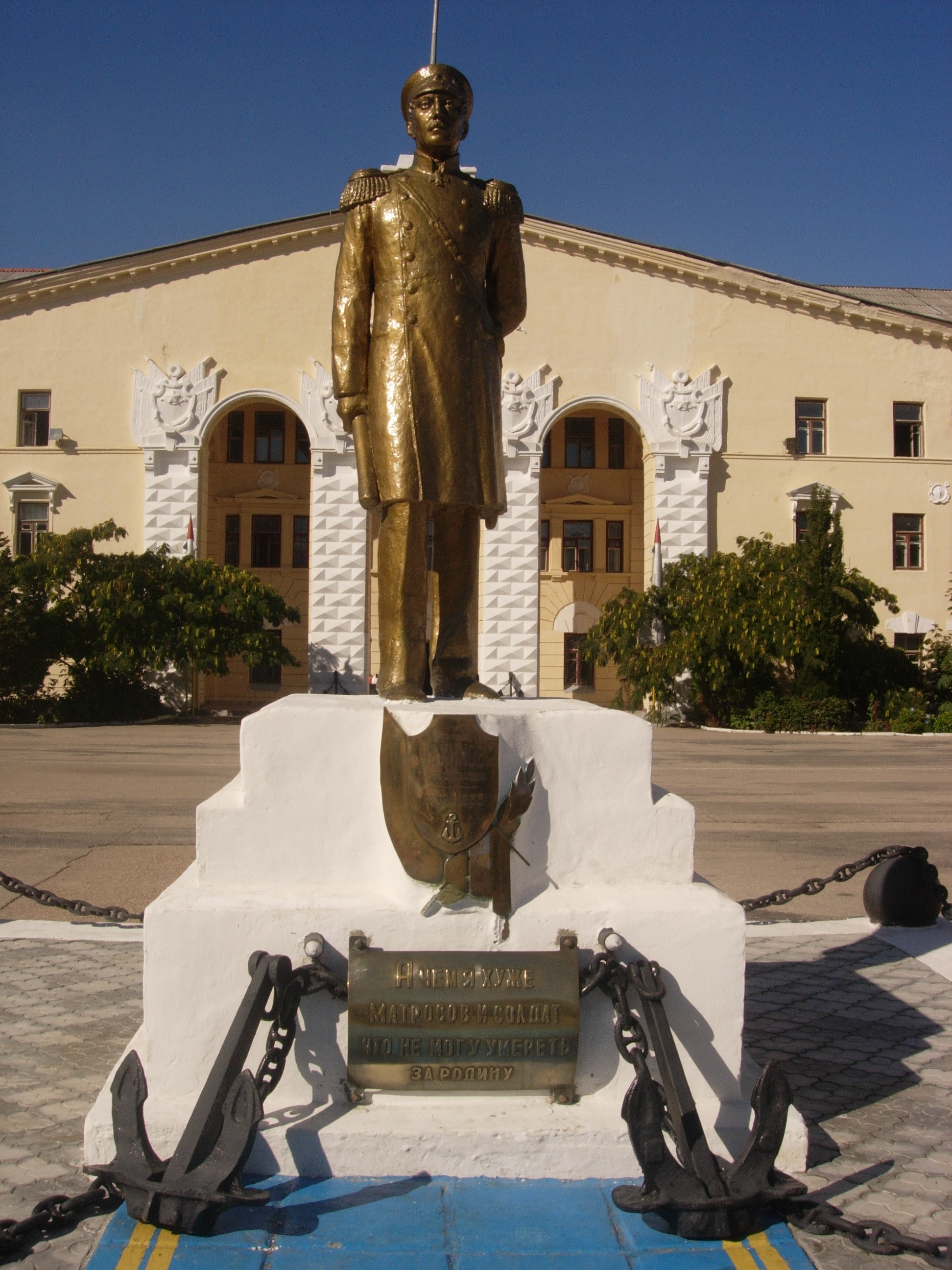
Памятник выпускникам училища, погибшим в годы войны

После начала Великой Отечественной войны в 1941 году в ЧВВМУ прошли досрочные выпуски. Выпускникам наборов 1937—1938 годов было присвоено воинское звание «лейтенант», набору 1939 года — «младший лейтенант», набору 1940 года — «главный старшина», а набору 1941 года — «старшина 1-й статьи». Всего было выпущено 1794 человека.
В августе—сентябре 1941 года Черноморское высшее военно-морское училище эвакуировали из Севастополя в Ростов-на-Дону, а в ноябре 1941 года, когда фронт приблизился и сюда, училище было расформировано. Основная часть преподавателей, командиров курсантских подразделений, выпускников составили ядро 76-й морской стрелковой бригады, командиром которой был назначен начальник училища капитан 1-го ранга Б. Н. Апостоли. ЧВВМУ стало вторым после ВМУ БО ВМФ имени ЛКСМУ в стране военным училищем, которое в полном составе (все курсанты, преподаватели и постоянный состав) приняло участие в боевых действиях. 13 выпускникам Черноморского высшего военно-морского училища в ходе Великой Отечественной войны было присвоено звание Героя Советского Союза. Более 750 выпускников 1937—1940 годов ЧВВМУ погибли в годы войны защищая Родину.

### Послевоенные годы СССР
После окончания Второй мировой войны 4 марта 1946 года было принято решение о восстановлении Черноморского военно-морского училища для подготовки командиров малых кораблей со временем обучения два года.
30 апреля 1947 года в соответствии с Постановлением Президиума Верховного Совета СССР от 27 января 1947 года училищу было вручено Боевое Знамя части, под которым ЧВМУ впервые после войны принимало участие в параде войск Севастопольского гарнизона 1 мая 1947 года. 1 сентября 1948 года училище во второй раз в своей истории получило наименование «Черноморское высшее военно-морское училище» (ЧВВМУ).
Постановлением Совета Министров № 1857 от 18.04.1952 и приказом Военно-Морского Министра № 107 от 24.04.1952, в связи со 150-летием со дня рождения адмирала Нахимова П. С., его имя было присвоено ЧВВМУ, которое стало именоваться «Черноморское высшее военно-морское училище имени П. С. Нахимова». 1 ноября 1952 года состоялся первый послевоенный выпуск офицеров.
30 апреля 1975 года Указом Президиума Верховного Совета СССР за большие заслуги в подготовке офицерских кадров для Вооруженных Сил и в связи с 30-летием Победы в Великой Отечественной войне 1941—1945 гг. ЧВВМУ им. П. С. Нахимова было награждено орденом Красной Звезды.
С 1937 года по 1992 год училище подготовило более 16 тыс. офицеров, из которых 76 выпускников стали адмиралами и генералами. В ЧВВМУ готовили корабельных специалистов по штурманской, артиллерийской, минно-торпедной, ракетной, противолодочной специальностям. 15 выпускников получили звание Героя Советского Союза, трое были удостоены звания Героя Российской Федерации. 121 выпускник окончил училище с золотой медалью.

### Украина
Постановлением Кабинета Министров Украины № 490 от 19 августа 1992 на базе бывшего Черноморского высшего военно-морского училища имени П. С. Нахимова и Севастопольского высшего военно-морского инженерного училища был создан Севастопольский военно-морской институт имени П. С. Нахимова (СВМИ).
17 сентября 1994 года директивой Начальника ГШ ВСУ № 111/1/069 в Севастопольском ВМИ создан командный (оперативно-тактический) факультет для подготовки офицеров оперативно-тактического уровня. 8 октября 1994 года, Севастопольскому военно-морскому институту вручено Боевое Знамя.
20 июля 1999 года постановлением КМ Украины № 1291 Севастопольскому военно-морскому институту было возвращено имя адмирала П. С. Нахимова.
В 2009 году институт был реорганизован в Академию военно-морских сил Украины им. П. С. Нахимова(АВМС) (укр. Академия військово-морских сил имени П.С. Нахімова), которая являлась единственным высшим военно-морским учебным заведением Украины.

### Аннексия РФ
В ходе захвата Крыма Россией 27 февраля 2014 года военные РФ заблокировали академию Нахимова с суши и с моря. После "референдума" курсантов уговаривали остаться. 20 марта Россия установила в Академии российское командование. Курсантов, которые решили не оставаться, выселили из академии.
В начале апреля 2014 года после аннексии Крыма Россией часть преподавательского состава и 200 курсантов была переведена в Одессу. На основании Постановления Кабинета Министров Украины от 04.06.2014 № 163 Академия ВМС имени П. С. Нахимова была ликвидирована и вместо неё был создан Факультет Военно-Морских Сил в «Одесской морской академии». Постановлением Кабинета Министров Украины от 13 июля 2016 года № 433, Факультет ВМС Национального университета «Одесская морская академия» переформирован в Институт Военно-Морских Сил Национального университета «Одесская морская академия».

### Под управлением РФ
После российской аннексии Крыма, 20 марта 2014 года, Президент Российской Федерации Владимир Путин согласился с предложением министра обороны Российской Федерации Сергея Шойгу о возрождении Черноморского высшего военно-морского училища имени П. С. Нахимова. 4 июня 2014 года соответствующее распоряжение было издано российским правительством.

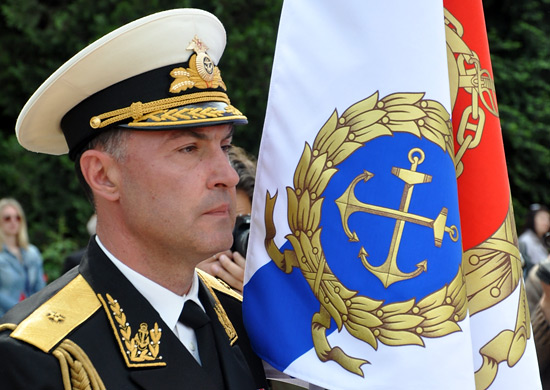
Контр-адмирал И. В. Смоляк с боевым знаменем училища, 13 мая 2014 года
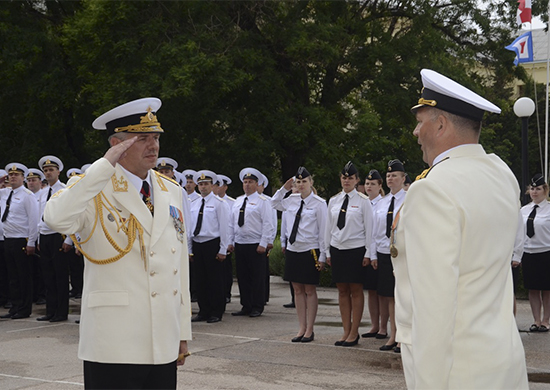
Командующий ЧФ РФ адмирал А.В. Витко на выпуске офицеров училища, 20 июня 2015 года
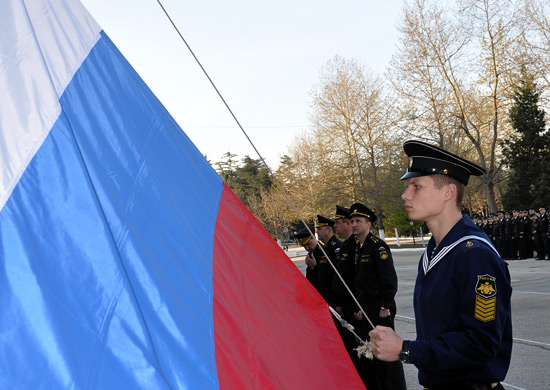
Поднятие флага России
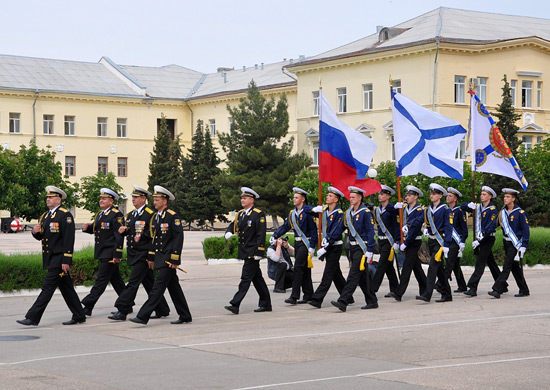
Вынос знамён на плацу училища

Над зданием училища после спуска флага Украины был поднят флаг России.
13 мая 2014 года заместитель главкома ВМФ РФ вице-адмирал Александр Федотенков вручил училищу Боевое знамя. 21 мая 2014 года были опубликованы новые условия поступления в Черноморское высшее военно-морское училище имени П. С. Нахимова. 18 июня 2014 года в училище состоялся первый выпуск офицеров для ВМФ России.
По состоянию на февраль 2021 года, в училище обучаются 1,5 тысячи курсантов и 1,3 тысячи студентов. Также, в планах открытие новой специальности для подготовки ракетчиков-подводников.
1 сентября 2022 года указом Президента Российской Федерации училище награждено орденом Нахимова. Награду вручил главком ВМФ адмирал Николай Евменов.

## Специальности, по которым проводится обучение с 2014 года
Высшее образование (срок обучения 5 лет):
1. Применение и эксплуатация береговых ракетных комплексов и артиллерии — Оружие и системы вооружения, Стрелково-пушечное, артиллерийское и ракетное оружие.
2. Подводно-технические работы специального назначения — Техника и технологии кораблестроения и водного транспорта — Строительство, ремонт и поисково-спасательное обеспечение надводных кораблей и подводных лодок.
3. Применение и эксплуатация ракетного вооружения надводных кораблей — Техника и технологии кораблестроения и водного транспорта, Применение и эксплуатация технических систем надводных кораблей и подводных лодок.
4. Применение подразделений специального обеспечения и эксплуатация специальных боеприпасов — Техника и технологии кораблестроения и водного транспорта, Применение и эксплуатация технических систем надводных кораблей и подводных лодок.
Выпускникам выдаётся диплом государственного образца по гражданской специальности с присвоением соответствующей квалификации «специалист» и воинского звания «лейтенант».
Среднее профессиональное образование (срок обучения 2 года 10 месяцев):
1. Эксплуатация и ремонт водолазных и глубоководных средств — Техника и технологии кораблестроения и водного транспорта, 260205 Эксплуатация судовых энергетических установок.
2. Эксплуатация и ремонт систем управления и стартового оборудования ракетного вооружения надводных кораблей — Управление в технических системах, Автоматические системы управления.
3. Эксплуатация и ремонт береговых ракетных комплексов — Управление в технических системах, Автоматические системы управления.
Выпускникам выдаётся диплом государственного образца по гражданской специальности с присвоением соответствующей квалификации «техник» и воинского звания «мичман».

## Начальники училища
СССР
- Озолин Яков Иванович, флагман 2 ранга (май 1937 — июль 1938);
- Ипатов Павел Алексеевич, капитан 1 ранга (сентябрь 1938 — сентябрь 1940);
- Дрозд Валентин Петрович, контр-адмирал (ноябрь 1940 — февраль 1941);
- Апостоли Борис Николаевич, капитан 1 ранга (март 1941 — ноябрь 1941);
- Ладинский Юрий Викторович, капитан 1 ранга (март 1946 — июль 1946);
- Никитин Борис Викторович, капитан 1 ранга (июль 1946 — сентябрь 1948);
- Жуков Гавриил Васильевич, контр-адмирал (сентябрь 1948 — сентябрь 1950);
- Колышкин Иван Александрович, Герой Советского Союза, контр-адмирал (сентябрь 1950 — декабрь 1953);

Украина
- Богданов Николай Георгиевич, контр-адмирал (декабрь 1953 — май 1957);
- Октябрьский Филипп Сергеевич, Герой Советского Союза, адмирал (май 1957 — июнь 1960);
- Кузьмин, Александр Васильевич, вице-адмирал (июнь 1960 — ноябрь 1965);
- Хворостянов Илья Алексеевич, Герой Советского Союза, вице-адмирал (январь 1966 — декабрь 1971);
- Соколан Степан Степанович, вице-адмирал (декабрь 1971 — июль 1981);
- Авраамов Георгий Николаевич, вице-адмирал (август 1981 — август 1987);
- Денисенков Владимир Андреевич, контр-адмирал (август 1987 — август 1992);
- Макаров Виктор Васильевич, контр-адмирал (08.1992 — 1996)[15];
- Сычёв Вячеслав Федорович, контр-адмирал (1996—1998);
- Колпаков Владимир Анисимович, контр-адмирал (1998—2004)[16];
- Носенко Виктор Иванович, контр-адмирал (2004—2006);
- Тараненко Сергей Владимирович, контр-адмирал (2006—2010)[17][18];
- Гончаренко Пётр Дмитриевич, капитан 1 ранга (2010—2012);
- Нейижпапа Алексей Леонидович, капитан 1 ранга (2012—2014)[19];
- Гончаренко Пётр Дмитриевич, капитан 1 ранга (2014) и. о.[20]
- Гринкевич Александр Петрович (и. о.), капитан 1 ранга (20 марта 2014 — 25 марта 2014)

РФ
- Смоляк Игорь Владимирович, контр-адмирал (25 марта 2014 года — май 2015)
- Гринкевич Александр Петрович, контр-адмирал (май 2015 — н. в.)

## Выдающиеся выпускники
См. также: Выпускники Черноморского высшего военно-морского училища имени П. С. Нахимова
Училище окончили 15 Героев Советского Союза, 1 Герой Социалистического труда, 5 Героев Российской Федерации. Среди выпускников училища — 1 министр обороны Российской Федерации, 1 министр обороны Украины, командующие флотов Российской Федерации и Украины.
 Ботылев Василий Андреевич (1943)

 Томжевский Валентин Станиславович (1944)

 Дьяченко Фёдор Сергеевич (1944)

 Великий Виктор Иванович (1944)

 Кананадзе Александр Георгиевич (1944)

 Шенгур Иван Петрович (1944)

 Глухов Дмитрий Андреевич (1944)

 Черцов Андрей Ефимович (1944)

 Калинин Дмитрий Семёнович (1944)

 Абдрахманов Асаф Кутдусович (1944)

 Подымахин Матвей Прокопьевич (1944)

 Рогачевский Георгий Алексеевич (1944)

 Левин Дмитрий Павлович (1944)

 Сорокин Анатолий Иванович (1966)

 Березовский Вадим Леонидович (1970)

 Бондаренко Григорий Алексеевич (1986)

 Попов Геннадий Леонидович (1993)

 Моцак Михаил Васильевич (1994)

 Астапов Александр Сергеевич (1996)

 Сергеев Игорь Дмитриевич (1999)

 Ваганов Александр Владленович (2005)